# Idrissa Mandiang
Idrissa Mandiang, noto anche come Idris (Dakar, 27 dicembre 1984), è un calciatore senegalese, centrocampista del Collombey-Muraz.

## Caratteristiche tecniche
Gioca come mediano.